# 福特六和汽車
福特六和汽車は中華民国(台湾)の自動車メーカー。米国・フォード・モーターの現地パートナーである。

## 概要
1969年に六和汽車工業股份有限公司として創業。1972年に米国・フォード・モーター（以下、米フォード）と合弁契約を結んだ上で現社名に変更以来、台湾においてフォードブランド車の製造・輸入・販売を手掛けている。近年では台湾国内向けのビジネスだけでなく、自社で開発・生産した車両の輸出や、アジア太平洋地域の部品開発センターを担うなど、
フォード・グループの中で存在感を増しつつある。

## ラインナップ
以下、2015年現在の販売車種である。

### 乗用車
- フォード・フィエスタ
- フォード・フォーカス
- フォード・モンデオ

### SUV
- フォード・エコスポーツ
- フォード・クーガ
- フォード・レンジャー

### パフォーマンスカー
- フォード・マスタング

### 商用車
- フォード・トルネオカスタム

### 生産・販売終了車種
- フォード・コルチナ
- フォード・エスコート
- フォード・グラナダ
- フォード・メトロスター
2代目モンデオの台湾仕様。外観が台湾向けに一部変更された。
- フォード・エコノバン
- フォード・レーザー
  - マーキュリー・トレーサー
カナダのマーキュリーディーラー向けに1,500台を輸出。
  - フォード・ティエラ
5代目レーザーの台湾仕様。外観は台湾オリジナル。一部輸出された。
  - フォード・アクティバ
こちらも5代目レーザーとメカニズムを共用するが、外観は9代目マツダ・ファミリアそのもの。
- フォード・テルスター
- フォード・フェスティバ
キア・アベラベースの４ドアセダン含む。
- フォード・I-MAX
- フォード・エスケープ
2006年モデルからは当社で開発されたモデルが、アジア太平洋地域仕様車として
日本を含むアジア・オセアニア地域へ輸出された。
- フォード・プロント/PRZ
バンはスズキ・エブリイ、トラックはスズキ・キャリイがベースで、それぞれ現地生産された。

## その他自動車メーカーとの関係
創業当初はトヨタ自動車と組んでミニエースやコロナを生産・販売していた。米フォードとの合弁後は、マツダ開発のフォードブランド車を生産する事になった。最初のモデルは1980年に生産開始したマツダ・ボンゴベースのフォード・エコノバン。
また、1987年にマツダブランド車の生産を開始した。2013年にマツダ由来のフォードブランド車（エスケープ、エコノバンが最後）の生産は終了したが、マツダ・3、マツダ・5（いずれも台湾市場向け）の生産が続けられている。かつて生産されたマツダ車の中でも、2006年モデル以降のアジア太平洋地域向けマツダ・トリビュート（及び、エスケープ）の様に当社へ生産が集約され、輸出の中心になったモデルもある。スズキとも提携し、キャリイ及び、エブリイをベースにした車種をフォードブランドで現地生産した。